# St. Bonifatius (Ober-Abtsteinach)

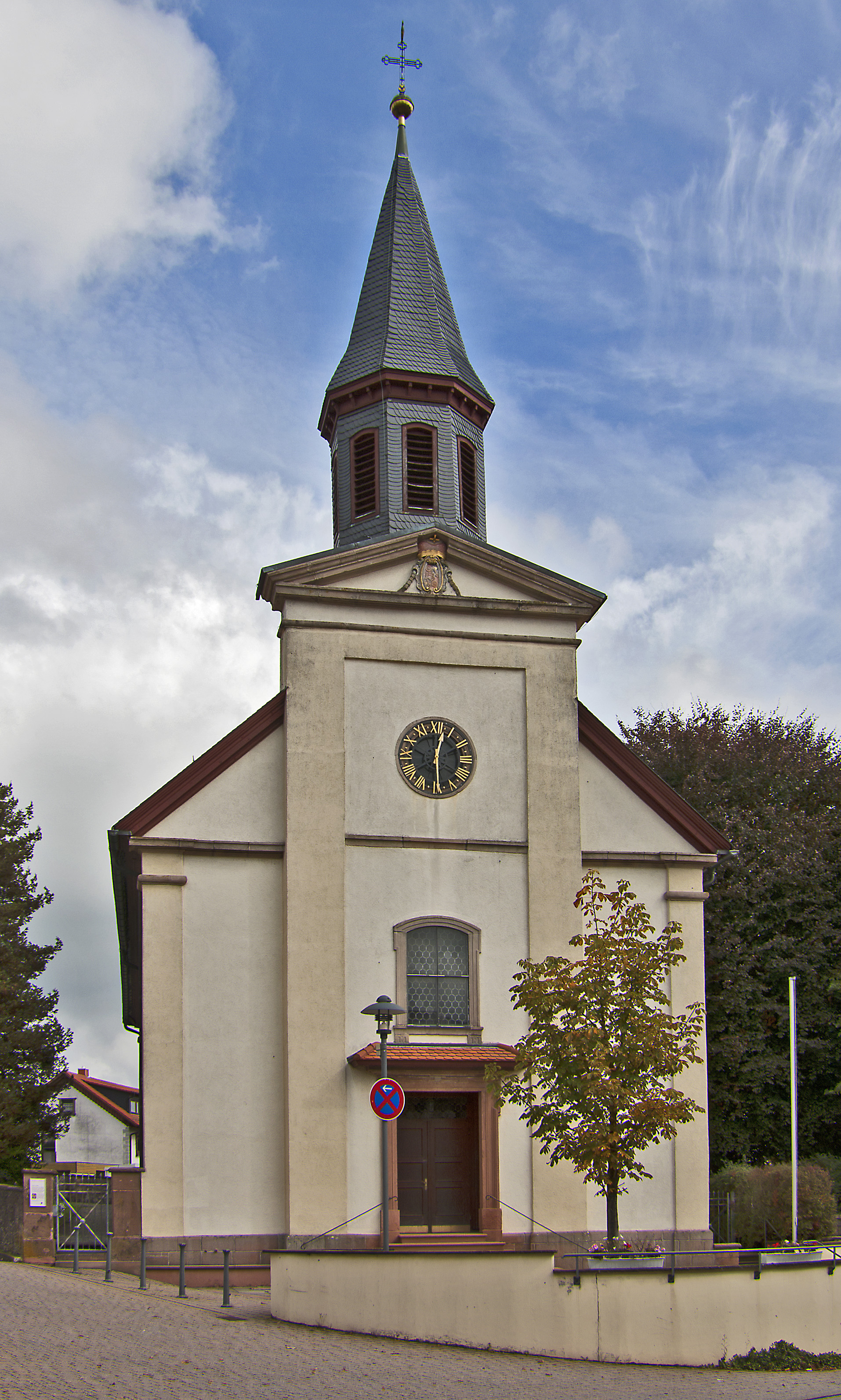
St. Bonifatius in Ober-Abtsteinach

Die römisch-katholische, denkmalgeschützte Filialkirche St. Bonifatius steht in Ober-Abtsteinach, einem Ortsteil der Gemeinde Abtsteinach im Landkreis Bergstraße in Hessen. Die Kirchengemeinde gehört zur Pfarrgruppe Abtsteinach im Bistum Mainz.

## Beschreibung
1653 wurde durch den Mainzer Erzbischof Johann Philipp von Schönborn eine Pfarrei gegründet. Im Jahre 1658 wurde die erste, zu Ehren des  Bonifatius geweihte Pfarrkirche vollendet. 1783 werden der Chor mit dreiseitigem Schluss und die Sakristei vergrößert. Der frühere Schlussstein mit dem Wappen von Johann Philipp von Schönborn wird über die Tür der Sakristei gesetzt. Der Innenraum und die Fassade werden barock gestaltet. Im Giebel des Risalites der Fassade wird das Wappen von Friedrich Karl Joseph von Erthal angebracht. Aus dem Satteldach des Kirchenschiffs erhebt sich hinter der Fassade ein schiefergedeckter, achteckiger Dachreiter, der mit einem spitzen Helm bedeckt ist. Die Deckenmalerei im Innenraum wurde 1949 von Josef Wagenbrenner gestaltet. Das Ziborium für den Altar wurde 1788 aus dem Kartäuserkloster Mainz ersteigert. Im Chor stehen die Statuen aus der 2. Hälfte des 18. Jahrhunderts von Wendelin und Sebastian. Auf der Empore über dem Eingang steht eine 1890 gebaute Orgel.